# Dodge Ram Wagon
De Dodge Ram Wagon was een grote bestelwagen van het Amerikaanse
merk Dodge. De Ram Wagon was de passagiersvariant van de commerciële
Dodge Ram Van. Beiden waren onderdeel van de B Series.
De Ram Wagon stond in de catalogus van 1981 tot 2003.

## Voorgeschiedenis
In 1971 werden Dodge' A Series-bestelwagens opgevolgd
door de nieuwe B Series. De modellen waren de B100, B200
en B300 en de namen Sportsman, Custom Sportsman, Royal Sportsman
en Tradesman. In 1981 werden die namen gewijzigd. De modellen werden
B150, B250 en B350. De Sportsman werd de Ram Wagon, de Tradsman werd de
Ram Van en de kleinere Mini Ram Van
werd afgeleid.

## Eerste generatie (1981-1993)

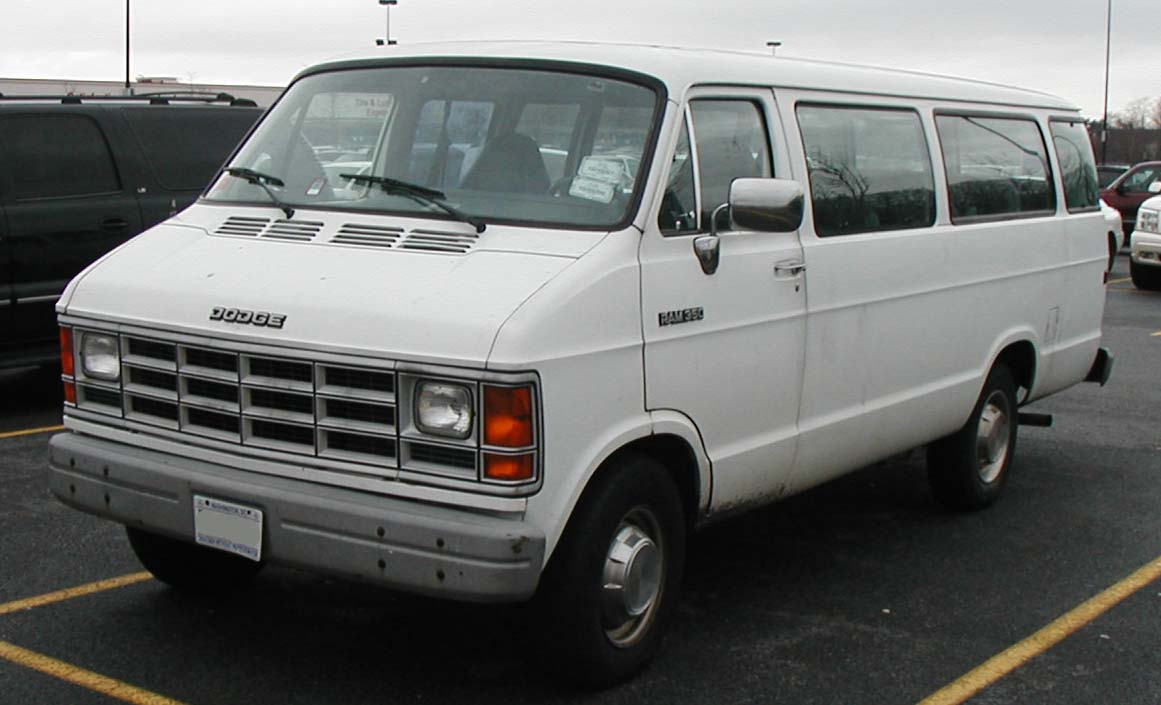
Dodge Ram Wagon B350, eerste generatie.

De Wagon was ongeveer hetzelfde als de Van maar met ruiten rondom en een
achterbank. De basismotor doorheen de B Series was een 3,7 liter 6-in-lijn
van 95 pk. Optioneel was een 5,2 liter V8 van 140 pk. In 1984
volgde een kleine facelift die onder andere meer chroom toevoegde. In
1988 werden voor het eerst de motoren vervangen. De nieuwe 3,9 liter V6
van 125 pk uit de Dodge Dakota verving de zes-in-lijn. De 5,2 liter V8
werd aangepast en was nu 170 pk sterk. Beide motoren kregen ook brandstofinjectie,
in 1989 gevolgd door de 5,9 liter V8 die daarmee 190 pk kreeg. In 1990
kwamen ABS op de achterwielen en een 4-trapsautomaat
op de optielijst. In 1992 werden de motoren opnieuw verbeterd.

## Tweede generatie (1994-2003)

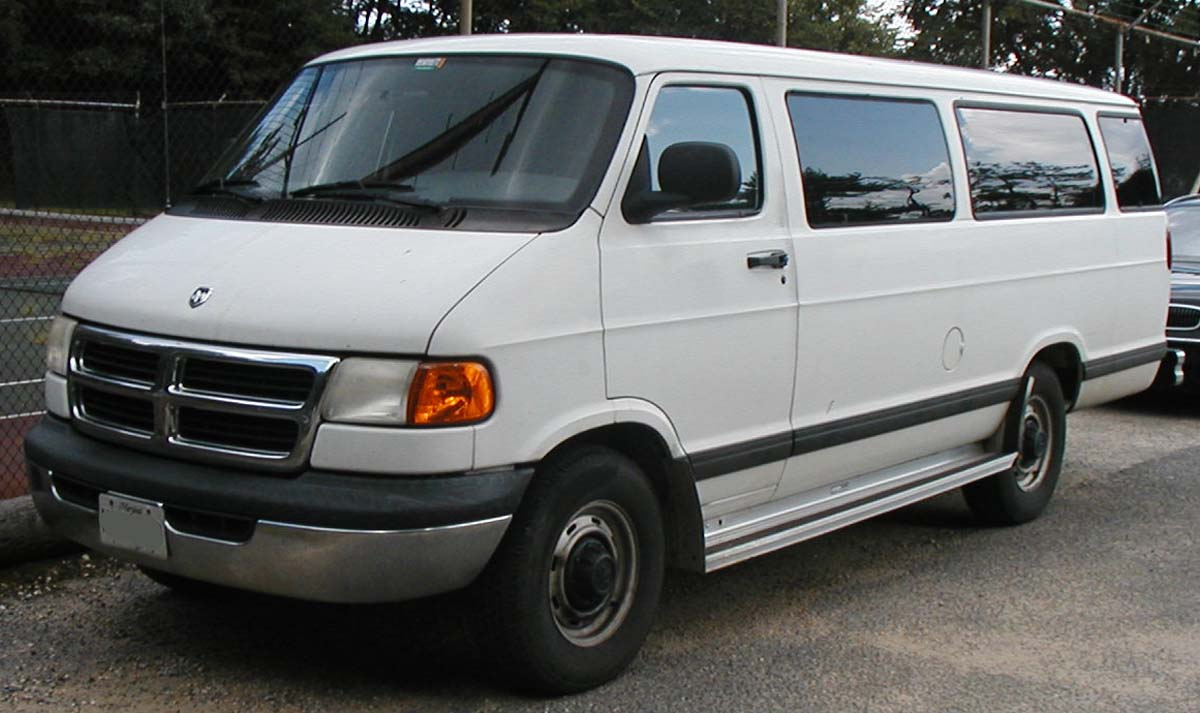
Dodge Ram Wagon, tweede generatie.

In 1994 kreeg het exterieur van de Ram Wagon en aanverwanten voor het eerst
sinds 1971 een grondige face-lift waardoor de bestelwagen er veel moderner
ging uitzien. In 1995 werd een bestuurdersairbag standaard. Ook werd
een nieuwe motor op cng beschikbaar. Ook werden dat jaar de modeldesignaties
vermenigdvuldigd met tien. Er waren vanaf dan dus de B1500, de B2500 en de B3500.
In 1998 wijzigde opnieuw een en ander. Het vermogen van de 5,9 liter V8
steeg naar 245 pk, de banden werden groter met betere remmen, het frame
werd versterkt, de voorportieren en het dashboard hertekend en de motor,
die onder het dashboard naast de bestuurder stond, werd om veiligheidsredenen
verder naar voren geplaatst. Na de vorming van DaimlerChrysler in 1998
werd de Ram Wagon in 2003 geschrapt en vervangen door de Dodge Sprinter.
Dat model was een variant van de Mercedes-Benz Sprinter die in de VS werd
gebouwd als Complete Knocked Down-kit.

## Modellen
De Dodge Ram Wagon was te verkrijgen in drie varianten en twee wielbases:
- B150(0): 2769 mm (standaard) - 3226 mm (verlengd),
- B250(0): 2769 mm (standaard) - 3226 mm (verlengd),
- B350(0): 3226 mm (verlengd) - verlengde Maxiwagon.